# On the Trail of the Germs
On the Trail of the Germs è un cortometraggio muto del 1912 scritto e diretto da William V. Mong.

## Produzione
Il film fu prodotto dalla Selig Polyscope Company.

## Distribuzione
Distribuito dalla General Film Company, il film - un cortometraggio di una bobina - uscì nelle sale cinematografiche statunitensi il 22 luglio 1912. Era conosciuto anche con il titolo On the Trail of the Germ.